# (2518) Rutllant
(2518) Rutllant (1974 FG) – planetoida z pasa głównego asteroid okrążająca Słońce w ciągu 3,51 lat w średniej odległości 2,31 j.a. Odkryta 22 marca 1974 roku.